# Krajník hnědý
Krajník hnědý (Calosoma inquisitor (Linné, 1758)) je 2 centimetry velký střevlíkovitý brouk, měďově nebo bronzově zbarvený, někdy však až modrý, zelený nebo černý. Je rozšířen po celé Evropě. V České republice je sice nejrozšířenějším druhem krajníků, v některých oblastech je však vzácnější nebo zcela chybí. Dospělí brouci i jejich larvy loví různé housenky škodlivých motýlů, které při přemnožení způsobují kalamity na lesních porostech.

## Ochrana
Tento druh podléhá zákonné ochraně. Je řazen mezi druhy ohrožené.